# Franklin Grove Township
Franklin Grove Township est un township du comté de Lee dans l'Illinois, aux États-Unis.

## Source de la traduction
- (en) Cet article est partiellement ou en totalité issu de l’article de Wikipédia en anglais intitulé « Franklin Grove Township, Lee County, Illinois » (voir la liste des auteurs).